# Heinrich Adolphi (Superintendent)
Heinrich Adolphi (* 1622 in Brieg, Herzogtum Brieg; † 5. Juni 1686 in Mitau) war ein deutsch-baltischer lutherischer Geistlicher und Autor.

## Leben und Werk
Adolphi wurde 1650 Pastor im kurländischen Doblen. 1661 wurde er von Herzog Jakob Kettler zum Oberpastor in Mitau und, damit verbunden, zum Superintendenten und damit zum Leitenden Geistlichen für das Herzogtum Kurland und Semgallen berufen. Dieses Amt übte er bis zu seinem Tod aus.
Adolphi veröffentlichte neben einigen Leichenpredigten die erste lettische Grammatik sowie Neuauflagen von Schriften von Georg Mancelius, darunter einer lettischen Ausgabe von Luthers Kleinem Katechismus sowie eines lettischen Gesangbuchs und Gebetbuchs (alle 1685). 
Adolphi war in erster Ehe mit Anna Meyer, einer Tochter seines Amtsvorgängers in Doblen, und in zweiter Ehe mit Elisabeth Margarete Stender († 1702) verheiratet. Seine Söhne Heinrich († 1710), Jakob und Johann († 1708) wurden ebenfalls Pastoren.

## Schriften (Auswahl)
- Erster Versuch, Einer kurtz-verfasseten Anleitung, Zur Lettischen Sprache. Radetzky, Mitau 1685 (Digitalisat).